# Dual homed host
Bei einem Dual Homed Host (DHH) handelt es sich um einen Host, der in zwei Netzwerkumgebungen beheimatet ist. Dies bedeutet meist, dass er IP-Adressen aus mindestens zwei Netzwerken hat.
Der DHH ist aus beiden Netzwerken heraus erreichbar, stellt aber keine direkte Netzwerkverbindung zwischen den Netzen her und leitet insbesondere Pakete aus dem einen Netzwerk, die für das andere Netzwerk bestimmt sind, nicht weiter.
Das DHH-Verfahren hat mehrere Einsatzzwecke:
- Trennung zwischen Anwender-Netz und Administrations- oder Backup-Netz aus Gründen der Sicherheit oder Leistung.
- Ein Server kann dual-homed konfiguriert werden, um Zugriffe aus zwei verschiedenen Netzwerken heraus unterschiedlich beantworten zu können, z. B. wenn Anfragen aus dem lokalen Netzwerk anders behandelt werden sollen als Anfragen aus dem Internet. Dies kann auch aus anderen Intentionen heraus geschehen, etwa aus Gründen der Rechenleistung.
- Anstelle einer Firewall, die den Zweck hat, nur definierte Pakete von dem einen in das andere Netzwerk zu routen, kann das Routing auch komplett deaktiviert bleiben. Benutzer in einem Netzwerk, die Pakete in ein anderes Netzwerk schicken möchten, müssen sich dann, z. B. per Telnet oder Secure Shell, auf dem DHH anmelden und das Programm, das den Zugriff auf das andere Netzwerk erhalten soll, von diesem Rechner aus starten.

Sind die beiden Netze durch eine Firewall getrennt, sollte bei der Konfiguration des DHH beachtet werden, dass Antwort-Pakete auf demselben Netzwerk-Interface zurückgesendet werden, auf dem sie auch empfangen wurden. Dies ist in dem Fall unmöglich, wenn ein Absender mit nur einer IP-Adresse beide Adressen des DHH ansprechen muss, da das Rückrouting sich nach der Absender-IP richtet, die immer gleich ist. 
Der Begriff ist nicht Bestandteil eines RFCs oder eines Internet-Standards und wird fast ausschließlich von Experten verwendet.